# Traben Bass Company
Traben (Traben Bass Company) – firma produkująca gitary basowe. 

## Firma
Ma siedzibę na Florydzie w mieście Clearwater, a jej nazwa wzięła się od imion założycieli - Tracy i Bena (Tracy Hoeft i Ben Chafin). 

## Produkty
Firma Traben znana jest z produkcji gitar basowych o nieortodoksyjnych, ogromnych mostkach. Według producenta, mostki te przedłużają wybrzmiewanie instrumentów, przenosząc skuteczniej drgania ze strun na korpusy. Wszystkie gitary basowe Traben posiadają aktywną elektronikę oraz pięcioczęściowe gryfy, a ich droższe wersje wyposażone są w osprzęt firm takich, jak Rockfield, czy Seymour Duncan i wykończone są rzadkimi rodzajami drewna.
Wśród wielu modeli znajdują się także gitary sygnowane, m.in. przez Bootsy'ego Collinsa.
Jej produkty są praktycznie niedostępne w Polsce. 

### Modele gitar basowych
- Array (mostek w kształcie ostrzy)
- Bootsy Star (gitara w kształcie gwiazdy z mostkiem w kształcie gwiazdy) - model sygnowany Bootsy'ego Collinsa
- Bootzilla (mostek w kształcie grupy spadających gwiazd) - model sygnowany Bootsy'ego Collinsa
- Chaos (nieco powiększony mostek klasyczny)
- Havoc (nieco powiększony mostek klasyczny) - model sygnowany Johna Moyera (Disturbed)
- Neo (mostek w kształcie owalu)
- Phoenix (mostek w kształcie płomieni)

### Inny sprzęt
Podstawowe wersje gitar basowych tej firmy wyposażone są w układy elektroniczne również wyprodukowane przez Traben. Nie są one dostępne w sprzedaży detalicznej.
Traben produkuje również pokrowce i futerały na swoje instrumenty.